# Nienstedt (Bassum)
Nienstedt ist ein Ortsteil der Stadt Bassum im niedersächsischen Landkreis Diepholz. In dem Dorf leben etwa 130 Einwohner.

## Geografie

### Lage
Nienstedt liegt im südlichen Bereich der Stadt Bassum, sechs Kilometer südlich vom Kernort Bassum entfernt. Die Ortschaft Nienstedt besteht nur aus Nienstedt.

### Nachbarorte
Nachbarorte sind – von Norden aus im Uhrzeigersinn – Apelstedt, Schorlingborstel, Albringhausen, Sudwalde, Scholen, Neuenkirchen und Wedehorn.

### Flüsse

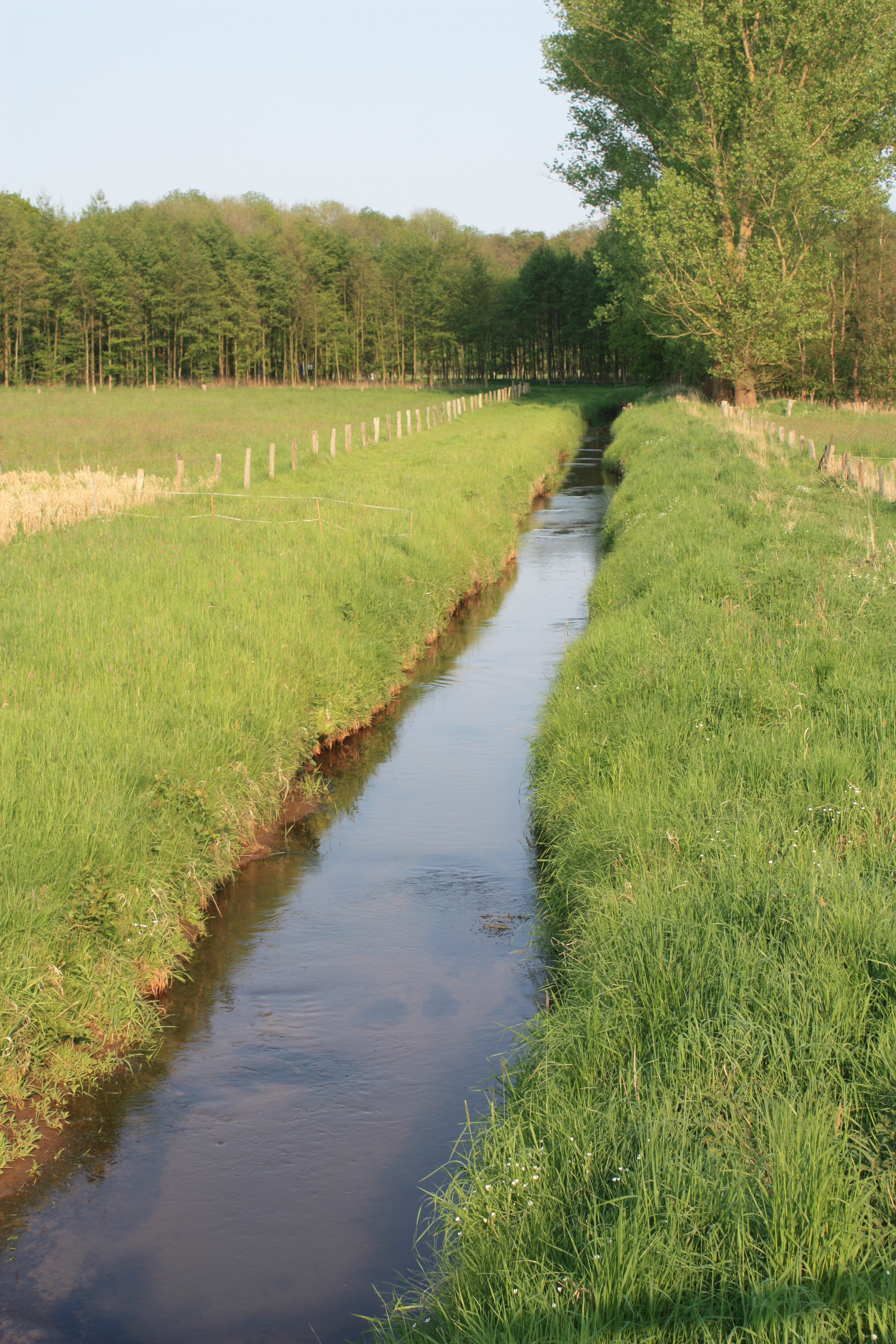
Nienstedter Beeke südlich von Bassum, an der Sulinger Landstr.

Durch den Ort fließt die Nienstedter Beeke.

## Geschichte

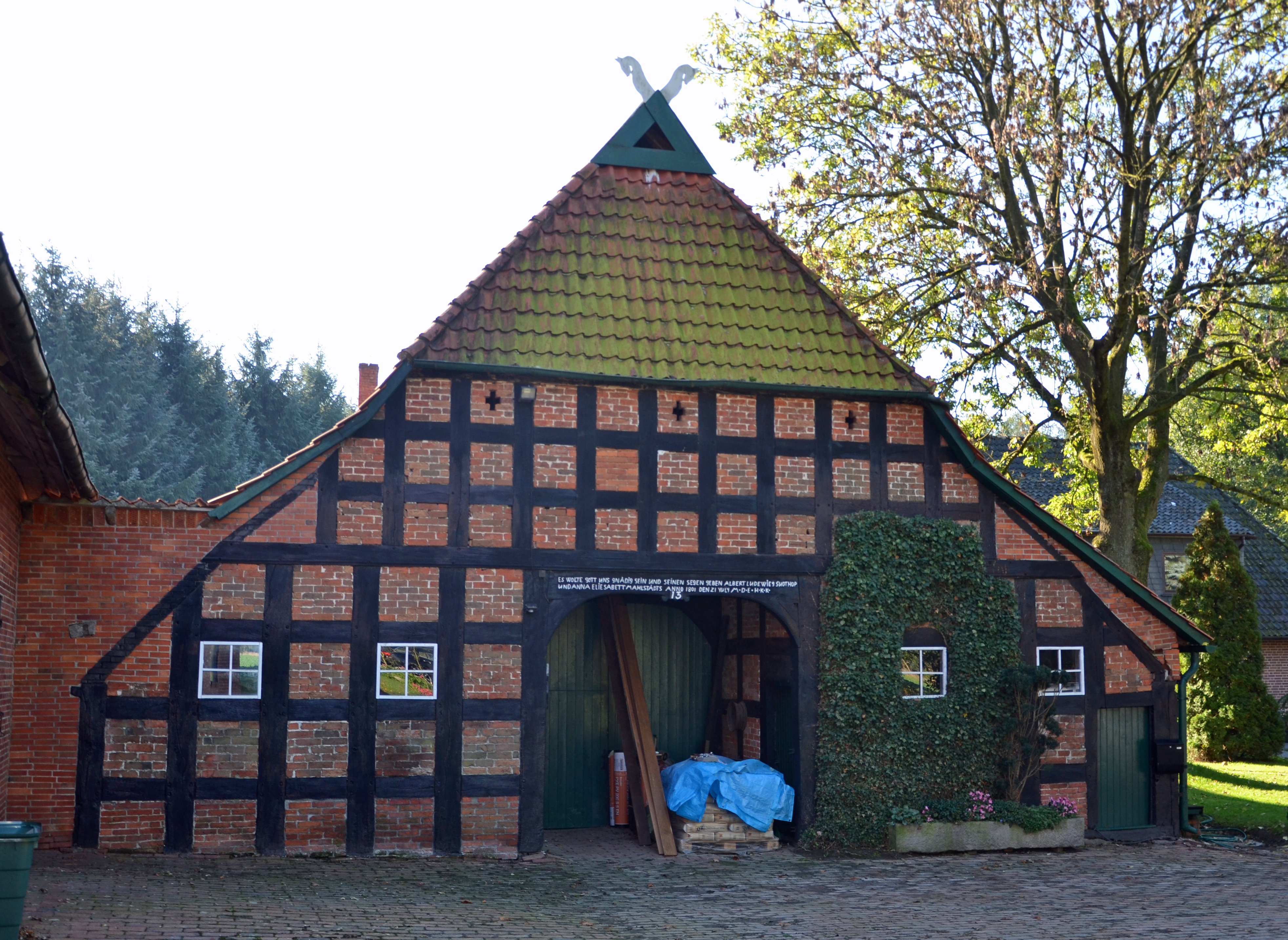
Denkmalgeschütztes Bauernhaus in Nienstedt

Seit der Gebietsreform, die am 1. März 1974 in Kraft trat, ist die vorher selbstständige Gemeinde Nienstedt eine von 16 Ortschaften der Stadt Bassum.

## Politik
| Ortschaft Nienstedt (seit 1974) | Ortschaft Nienstedt (seit 1974) | Ortschaft Nienstedt (seit 1974) | Ortschaft Nienstedt (seit 1974) |
| Amtszeit                        | Amtszeit                        | Name                            | Partei                          |
| ------------------------------- | ------------------------------- | ------------------------------- | ------------------------------- |
| 19. September 1974              | 4. Mai 1977                     | Wilhelm Pottberg                |                                 |
| 5. Mai 1977                     | 31. Oktober 1986                | Ernst-Gerhard Binder            | CDU                             |
| 1. November 1986                | 14. November 2001               | Ernst-Gerhard Binder            | CDU                             |
| 15. November 2001               | 8. November 2011                | Silke Bauermeister              | Bürger-Block                    |
| 9. November 2011                | heute                           | Dorothee Binder                 | CDU                             |

## Straßen
Nienstedt liegt fernab des großen Verkehrs:
- Die Bundesautobahn 1 verläuft 24 km entfernt nordwestlich.
- Die von Bassum (Kernort) über Twistringen, Barnstorf und Diepholz nach Osnabrück führende Bundesstraße 51 verläuft westlich, acht Kilometer entfernt.
- Die von Bassum (Kernort) über Sulingen und Uchte nach Minden führende Bundesstraße 61 verläuft westlich, einen Kilometer entfernt.
- Die Bundesstraße 6 von Bremen über Nienburg nach Hannover verläuft östlich in zwölf Kilometer Entfernung.

In Nienstedt gibt es keine Straßenbezeichnungen, sondern nur Hausnummern, nach denen sich Einwohner, Postboten, Lieferanten und Besucher orientieren müssen.

## Baudenkmale
In der Liste der Baudenkmale in Bassum sind für Nienstedt zwei Baudenkmale aufgeführt.